# Санников Дмитро Захарович
Дмитро Захарович Санніков (рос. Санников Дмитрий Захарович) — радянський і український кінооператор. Нагороджений медалями.

## Біографічні відомості
Народився 24 червня 1944 року. Закінчив Київський політехнікум зв'язку і Київський державний інститут театрального мистецтва ім. І.Карпенка-Карого (1975). 
З 1975 по 1997 рік — оператор «Київнаукфільму».
З 1989 року — старший викладач кафедри операторської майстерності  Київського національного університету театру, кіно і телебачення імені Івана Карпенка-Карого.
З 2003 по 2007 рік — телеоператор телеканалу «Тоніс».
З 2011 по 2016 рік — телеоператор Центральної телерадіостудії МО України. 
З вересня 2014 року — викладач кафедри кіно- і телебачення Інституту журналістики Київського національного університету імені Тараса Шевченка.
Член Національної Спілки кінематографістів України.

## Фільмографія
Зняв фільми:
- «Алкоголь і безпека праці» (1977, Бронзова медаль ВДНГ СРСР, 1977)
- «Сусіди по планеті» (1981)
- «Кільце Юпітера» (1982)
- «Магнітна дефектоскопія» (1982, диплом і Срібна медаль Міжнародного кінофестивалю в Брно, 1982)
- «Плюс особиста відповідальність» (1982)
- «Дає корова молоко» (1983)
- «Теплий хліб» (ТБ, 1987)
- «Сталінський синдром» (1990)
- «Неповна воля. Фільм 73» в документальному циклі «Невідома Україна. Нариси нашої історії» (1993)
- «Дерево під вікном» (1996)
- «Голодомор. Україна, ХХ століття: Технологія геноциду» (2005-2007)
- «Глухота» (2010)
- «Костянтин Степанков. Спомини після життя» (2012)
- «Ядерні відходи» (2012)
- «Дніпровська балада» (2012) та ін.